# Minuartia yukonensis
Minuartia yukonensis är en nejlikväxtart som beskrevs av Hulten. Minuartia yukonensis ingår i släktet nörlar, och familjen nejlikväxter. Inga underarter finns listade i Catalogue of Life.